# George Souders
George Souders, född den 11 september 1900 i Lafayette, Indiana, USA, död den 26 juli 1976, var en amerikansk racerförare.

## Racingkarriär
Souders tävlade inom amerikansk banracing under 1920-talet, och vann Indianapolis 500 1927 som rookie. Han körde ytterligare ett år, 1928, då han blev trea, vilket gör att han har hundraprocent podiestatistik på Indianapolis Motor Speedway.